# Hylexetastes perrotii
El trepatroncos piquirrojo o trepador pico rojo (en Venezuela) (Hylexetastes perrotii) es una especie de ave paseriforme de la familia Furnariidae, subfamilia Dendrocolaptinae, perteneciente al género Hylexetastes. Varios autores incluyen al trepatroncos uniforme (Hylexetastes uniformis) y al trepatroncos de Brígida (Hylexetastes uniformis brigidai) como subespecies de la presente. Es nativa del escudo guayanés en América del Sur.

## Distribución y hábitat
Se distribuye en el noreste de la Amazonia en el este de Venezuela (río Yuruán, en el noreste de Bolívar), Guyana, Surinam, Guayana francesa, y en el norte de Brasil (del bajo río Negro y centro de Roraima hacia el este hasta Amapá).
Esta especie es considerada de poco común a rara en su hábitat natural: las selvas húmedas, principalmente de terra firme, de regiones bajas, hasta los 500 metros de altitud.

## Descripción
Mide entre 25 y 30 cm de longitud y pesa entre 112 y 137g (el macho) y entre 110 y 145 g (la hembra). El pico es muy robusto y de color rojizo. Es casi todo de color pardo, algo más pálido por abajo, la máscara facial (lores y amplia banda sub-malar), la garganta y la zona bajo las alas son de contrastante color blanquecino.

## Comportamiento
Normalmente se encuentra solo o en parejas, forrajeando en los varios niveles del bosque. Es un frecuente seguidor de ejércitos de hormigas legionarias, para alimentarse de las presas que estas espantan; en estas ocasiones desciende y se encarama en troncos casi cerca del suelo y suele ser la especie dominante por encima de otros trepatroncos y aves, también seguidores de las hormigas. También suele juntarse a bandadas mixtas. Es bastante furtivo y no muy vocal. Su canto, poco frecuente y sonoro, es una serie de cuatro a seis notas silbadas, penetrantes, por ejemplo: «shrii-iít, shrii-iít, shrii-iít, shrii-iít.»

## Sistemática

### Descripción original
La especie H. perrotii fue descrita por primera vez por el naturalista francés Frédéric de Lafresnaye en 1844 bajo el nombre científico Dendrocolaptes perrotii; su localidad tipo es: «Colombia; error, corregido para Cayena».

### Etimología
El nombre genérico masculino «Hylexetastes» se compone de las palabras del griego «ὑλη hulē : bosque, selva, y «εξεταστης exetastēs»: examinador; significando «que examina el bosque»; y el nombre de la especie «perrotii», conmemora al taxidermista francés Jean Perrot (1790–1858).

### Taxonomía
La especie Hylexetastes uniformis y su subespecie H. uniformis brigidai son tratadas como subespecies de la presente por algunas clasificaciones, como Aves del Mundo (HBW), con base en las similitudes morfológicas y de vocalización. Sin embargo, un estudio filogenético reciente confirmó que la especie H. perrotii es parafilética, dando respaldo a autores anteriores con respecto a la separación de las especies, todas alopátricas, cada una distribuida en uno de los interfluvios amazónicos, separados por los grandes ríos de la región. El Congreso Ornitológico Internacional (IOC) y Clements checklist/eBird siguen esta separación, así como también el Comité Brasileño de Registros Ornitológicos (CBRO). Dentro de este concepto, la presente especie es monotípica.
Con base en los estudios filogenéticos mencionados, el Comité de Clasificación de Sudamérica (SACC) en la Propuesta N° 897 aprobó la separación de H. uniformis pero mantuvo a H. brigidai como subespecie de la misma: Hylexetastes uniformis brigidai.